# Tonči Martić
Tonči Martić est un footballeur belgo-croate, né le 23 novembre 1972 à Split. Il évoluait au poste de milieu de terrain. Après avoir raccroché les crampons, il se reconvertit en agent de joueur.

## Biographie

### Carrière de joueur

#### Début en Croatie

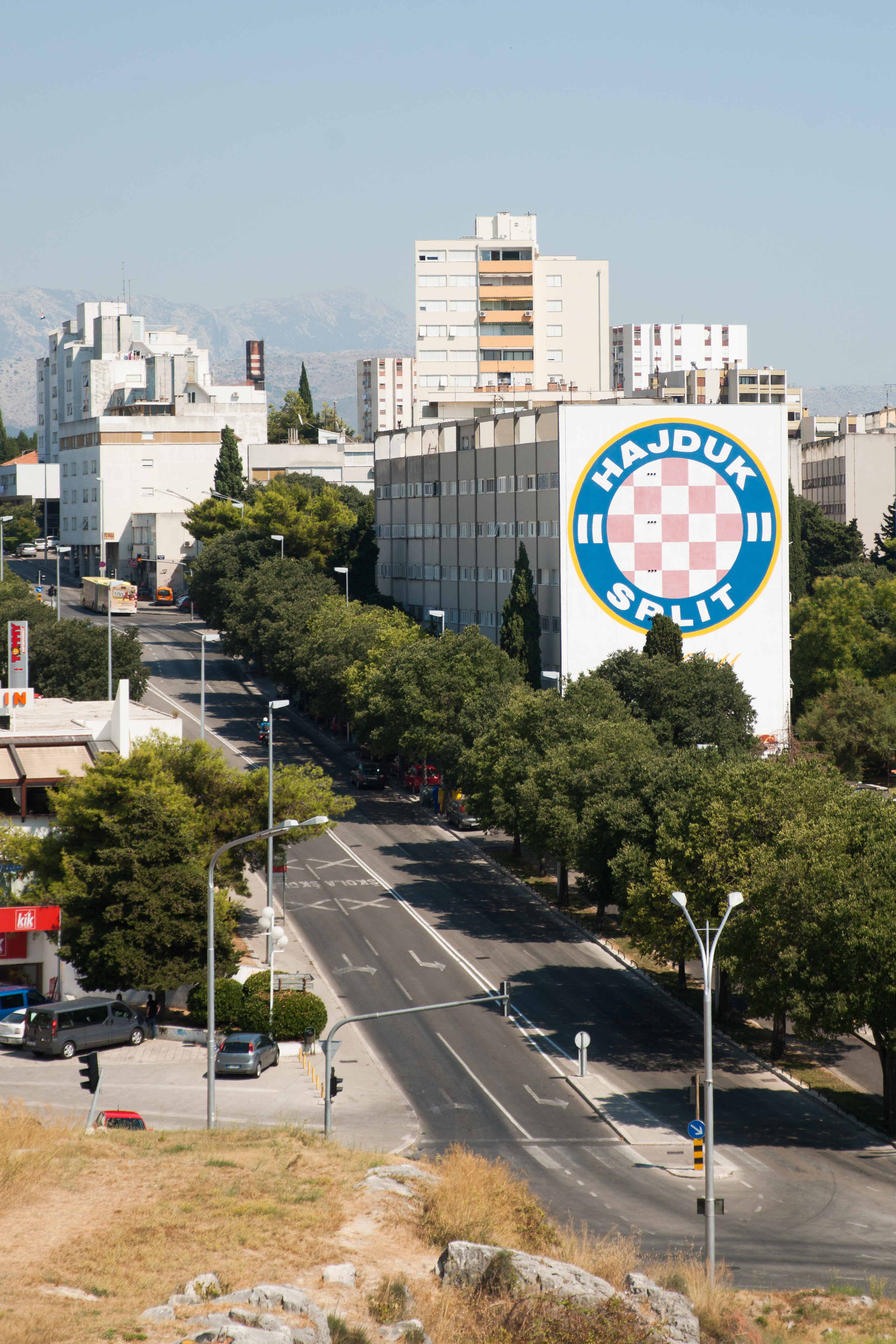
Tonči Martić est né à Split et a été formé à l'Hajduk.

Martić est formé par le club de sa ville natale, l'Hajduk Split. 
Sa carrière professionnelle commence en division 2 croate sous le maillot du NK Istra 1961, où il participe à huit rencontres lors de la saison 1993-1994. 
Martić rejoint l'Hajduk Split lors de la saison 1994-1995. L'Hajduk est sacré champion et remporte également la Coupe de Croatie. Il joue deux matchs et côtoie des espoirs comme Milan Rapaić, Ivica Mornar, Tomislav Erceg, Goran Vučević et des joueurs d’expérience tels Igor Štimac, Zoran Vulić, Aljoša Asanović ou Tonči Gabrić. Le club atteint les quarts de finale de la Coupe d'Europe, en étant éliminé par l’Ajax (0-0, 0-3) qui remporte la Ligue des champions cette année-là.
Lors de la saison 1995-1996, Martić effectue son retour au NK Istra, et s'impose en participant à 41 rencontres de D2 et de coupe de Croatie.
Martić est ensuite transféré au HNK Segesta en D1 croate pour la saison 1996-1997.
Le HNK Segesta participe à la Coupe Intertoto 1996 et termine premier du groupe 6 composé de l'Örgryte IS, du FC Lucerne, du Stade rennais FC et de l'Hapoël Tel-Aviv. Il élimine le club suédois de l'Örebro SK avant de s'incliner en finale face aux Danois du Silkeborg IF.

#### Excelsior Mouscron

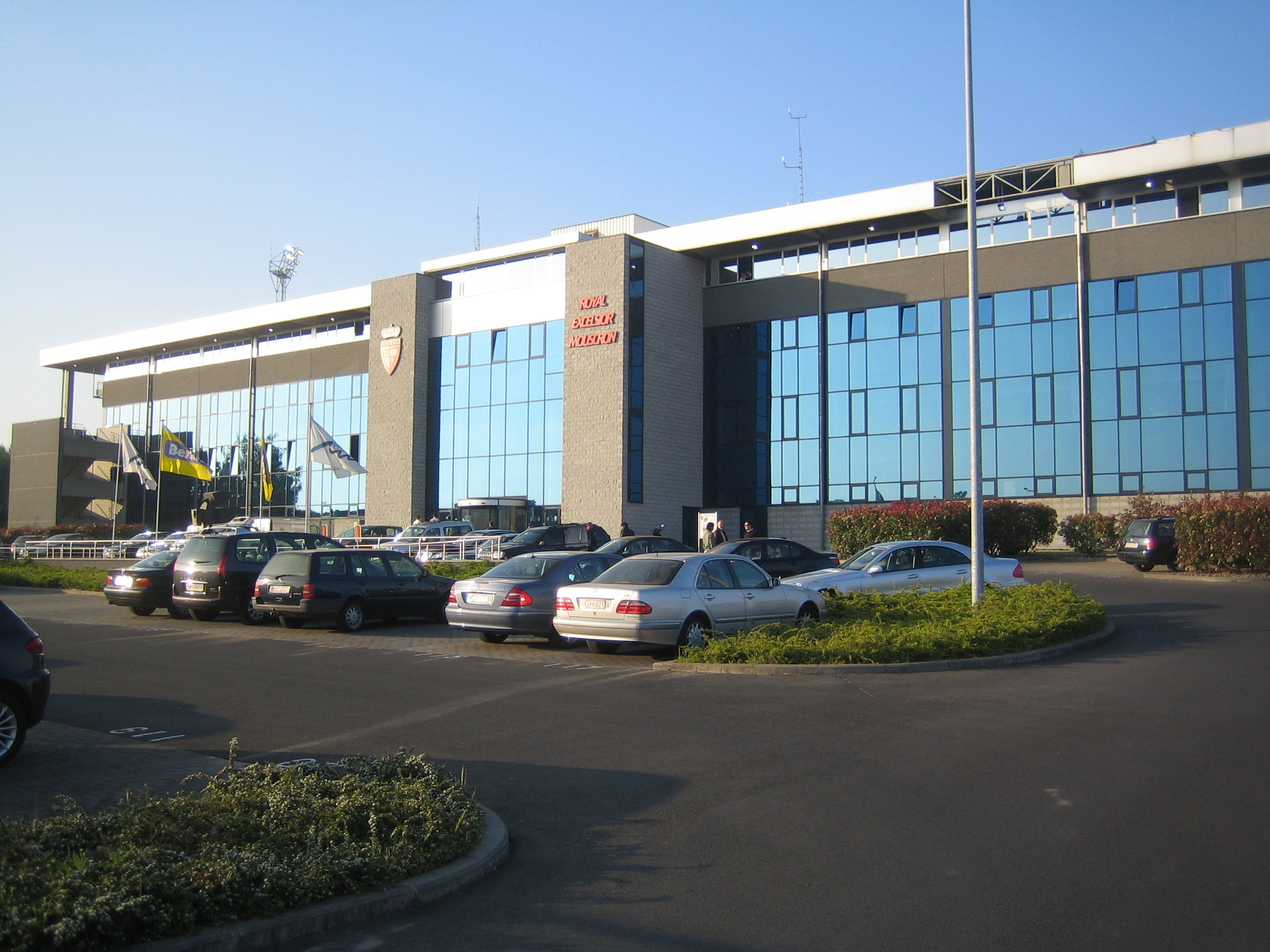
Tonči Martić porte 181 fois le maillot du Royal Excelsior Mouscron entre 1997 et 2005.

Martić signe au Royal Excelsior Mouscron dans le championnat de Belgique lors de l'été 1997. Il y reste huit saisons, participant à un total de 181 rencontres.
Il dispute notamment deux éditions de la coupe UEFA. En 1997-1998, l'excelsior affronte successivement l'Apollon Limassol (0-0 et 0-3) et le FC Metz (0-2 et 1-4). Cinq ans plus tard, en 2002-2003, Mouscron fait face au Fylkir Reykjavík puis au Slavia Prague.
Lors de la Coupe de Belgique 2001-2002, l'Excelsior Mouscron est défait par le Club de Bruges en finale (3-1).
À l'été 2005, Martić quitte le statut de footballeur professionnel et rejoint l'équipe du Croatia Berlin, dans les divisions inférieures allemandes.

#### En sélection
Tonči Martić compte une sélection avec les espoirs croates. Le 13 février 1993, il participe au match nul face à l'équipe d'Italie espoirs (0-0)

### Carrière d'agent de joueur

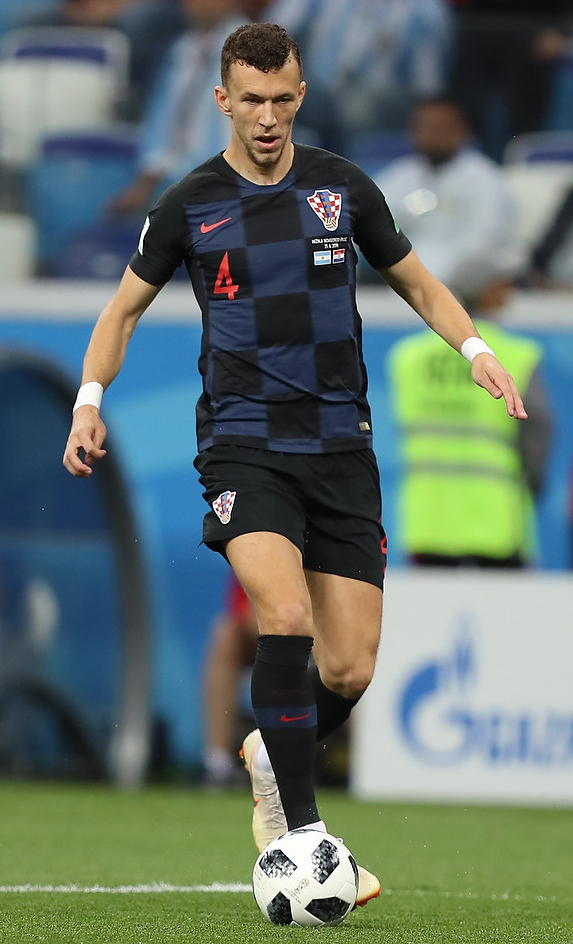
Ivan Perišić

Après avoir raccroché les crampons, Tonci Martić entame une carrière d'agent de joueur en rejoignant son manager Didier Frenay au sein de l'agence Starfactory. Il y rejoint les anciens footballeurs Nico Vaesen et Peter Van der Heyden. Il s'occupe notamment de la carrière d'Ivan Perišić.

## Palmarès
- Champion de Croatie en 1995 avec l'Hajduk Split
- Vainqueur de la Coupe de Croatie en 1995 avec l'Hajduk Split
- Finaliste de la Coupe de Belgique en 2002 avec le Royal Excelsior Mouscron